# ROC aux Jeux olympiques d'hiver de 2022

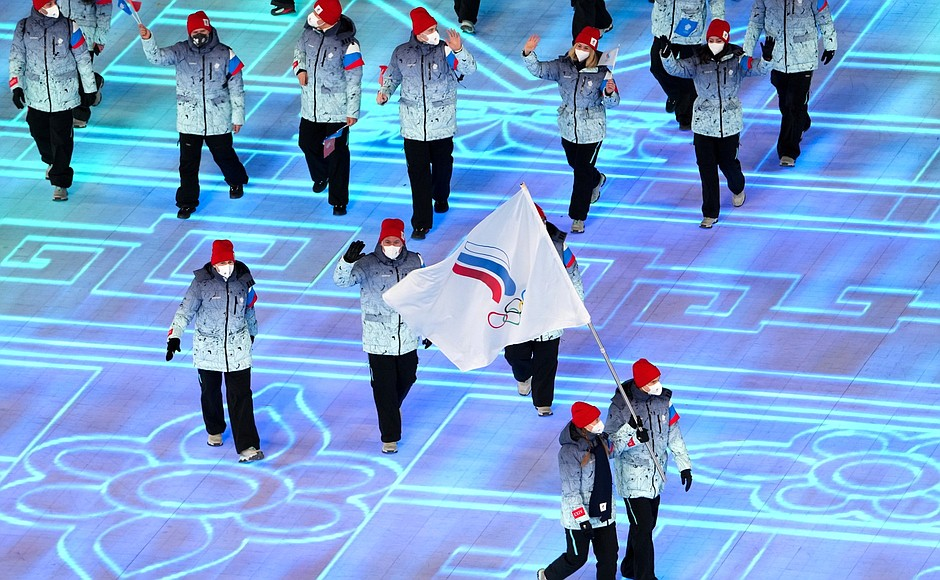
Les athlètes du Comité Olympique Russe lors de la cérémonie d'ouverture des 24e Jeux olympiques d'hiver.

La Russie n'est pas autorisée à participer en tant que délégation officielle aux Jeux olympiques d'hiver de 2022 à Pékin en Chine, à la suite de sa suspension liée au scandale de dopage institutionnel dévoilé en 2015. Néanmoins, comme l'année précédente aux JO d'été 2020 à Tokyo (ayant eu lieu à l'été 2021), les athlètes russes concourent sous l'acronyme « ROC » (pour Russian Olympic Committee en anglais ; Comité olympique russe en français).

## Contexte
Faisant suite à des révélations d'un dopage organisé par l'État russe pour les Jeux de Sotchi, l'Agence mondiale antidopage inflige des sanctions envers la Russie pour une durée de deux ans, du 17 décembre 2020 au 16 décembre 2022. Elle autorise néanmoins les athlètes russes à concourir de manière neutre sous un titre sans référence au nom « Russie », contrairement à l'utilisation de la dénomination « Athlètes olympiques de Russie » (OAR) en 2018.
Le 19 février 2021, le Comité international olympique annonce que la Russie concourra sous l'acronyme « ROC » (pour Russian Olympic Committee en anglais ; Comité Olympique Russe en français) sans pouvoir utiliser le nom du Comité olympique russe. La Russie sera représentée par le drapeau de son comité national. Le 22 avril 2021, le remplacement de l'hymne russe par un morceau du Concerto pour piano no 1 de Piotr Ilitch Tchaïkovski est approuvé par le CIO.

## Participation
Aux Jeux olympiques d'hiver de 2022, les athlètes de l'équipe du comité olympique russe participent aux épreuves suivantes : 
| Sport               | Hommes | Femmes | Total |
| ------------------- | ------ | ------ | ----- |
| Biathlon            | 5      | 5      | 10    |
| Bobsleigh           | 8      | 4      | 12    |
| Combiné nordique    | 3      | -      | 3     |
| Curling             | 5      | 5      | 10    |
| Hockey sur glace    | 25     | 23     | 48    |
| Luge                | 7      | 3      | 10    |
| Saut à ski          | 4      | 4      | 8     |
| Skeleton            | 3      | 3      | 6     |
| Ski acrobatique     | 8      | 14     | 22    |
| Ski alpin           | 3      | 4      | 7     |
| Ski de fond         | 8      | 8      | 16    |
| Snowboard           | 6      | 9      | 15    |
| Patinage artistique | 9      | 9      | 18    |
| Patinage de vitesse | 8      | 7      | 15    |
| Short-track         | 5      | 4      | 9     |
| Total               | 107    | 102    | 209   |

## Médaillés
| Sport               | Discipline       | Athlète(s)                                                             | Performance       | Date       |
| ------------------- | ---------------- | ---------------------------------------------------------------------- | ----------------- | ---------- |
| Patinage artistique | Femmes           | Anna Chtcherbakova                                                     | 255,95 pts        | 17 février |
| Ski de fond         | Skiathlon hommes | Alexander Bolshunov                                                    | 1 h 16 min 9 s 8  | 6 février  |
| Ski de fond         | Relais femmes    | Natalia Nepryaeva Tatiana Sorina Veronika Stepanova Yulia Stupak       | 53 min 41 s 0     | 12 février |
| Ski de fond         | Relais hommes    | Alexey Chervotkin Alexander Bolshunov Denis Spitsov Sergueï Oustiougov | 1 h 54 min 50 s 7 | 13 février |
| Ski de fond         | 50 km hommes     | Alexander Bolshunov                                                    | 1 h 11 min 32 s 7 | 19 février |

| Sport               | Discipline                   | Athlète(s) | Performance          | Date               |  |
| ------------------- | ---------------------------- | --- | -------------------- | ------------------ |  |
| Biathlon            | Relais femmes                | Irina Kazakevitch Kristina Reztsova Svetlana Mironova Ouliana Nigmatoullina | 1 h 11 min 15 s 9    | 16 février         |  |
| Hockey sur glace    | Tournoi masculin             | \| Sergueï Andronov \| \| Iegor Iakovlev \| \| Aleksandr Samonov \| \| \| Timour Bilialov \| \| Aleksandr Ielessine \| \| Kirill Semionov \| \| \| Damir Charipzianov \| \| Artour Kaïoumov \| \| Anton Slepychev \| \| \| Vadim Chipatchiov \| \| Pavel Karnaoukhov \| \| Andreï Tchibissov \| \| \| Ivan Fedotov \| \| Artiom Minouline \| \| Sergueï Teleguine \| \| \| Stanislav Galiev \| \| Nikita Nesterov \| \| Vladimir Tkatchiov \| \| \| Mikhaïl Grigorenko \| \| Aleksandr Nikichine \| \| Viatcheslav Voïnov \| \| \| Arseni Gritsiouk \| \| Sergueï Plotnikov \| \| Dmitri Voronkov \| \| \| Nikita Goussev \| \| \| \| \| \| | Finlande Défaite 1-2 | 20 février         |  |
| Patinage artistique | Danse sur glace              | Victoria Sinitsina Nikita Katsalapov | 220,51 pts           | 14 février         |  |
| Patinage artistique | Femmes                       | Alexandra Troussova | 251,73 pts           | 17 février         |  |
| Patinage artistique | Couples                      | Ievguenia Tarassova Vladimir Morozov | 155,00 pts           | 19 février         |  |
| Patinage de vitesse | Poursuite par équipes hommes | Daniil Aldoshkin Sergey Trofimov Rouslan Zakharov | 3 min 40 s 46        | 15 février         |  |
| Saut à ski          | Par équipes mixtes           | Irma Makhinia Danil Sadreïev Irina Avvakoumova Evgeniy Klimov | 890,3 pts            | 7 février          |  |
| Short-track         | 500 m hommes                 | Konstantine Ivliev | 40 s 431             | 13 février         |  |
| Ski de fond         | Skiathlon femmes             | Natalia Nepryaeva | 44 min 43 s 9        | 5 février          |  |
| Ski de fond         | Skiathlon hommes             | Denis Spitsov | 1 h 17 min 20 s 8    | 6 février          |  |
| Ski de fond         | 15 km hommes                 | Alexander Bolshunov | 38 min 18 s 0        | 11 février         |  |
| Ski de fond         | 50 km hommes                 | Ivan Iakimouchkine | 1 h 11 min 38 s 2    | 19 février         |  |
| Sergueï Andronov    |                              | Iegor Iakovlev |                      | Aleksandr Samonov  |  |
| Timour Bilialov     |                              | Aleksandr Ielessine |                      | Kirill Semionov    |  |
| Damir Charipzianov  |                              | Artour Kaïoumov |                      | Anton Slepychev    |  |
| Vadim Chipatchiov   |                              | Pavel Karnaoukhov |                      | Andreï Tchibissov  |  |
| Ivan Fedotov        |                              | Artiom Minouline |                      | Sergueï Teleguine  |  |
| Stanislav Galiev    |                              | Nikita Nesterov |                      | Vladimir Tkatchiov |  |
| Mikhaïl Grigorenko  |                              | Aleksandr Nikichine |                      | Viatcheslav Voïnov |  |
| Arseni Gritsiouk    |                              | Sergueï Plotnikov |                      | Dmitri Voronkov    |  |
| Nikita Goussev      |                              | |                      |                    |  |

| Sport               | Discipline                    | Athlète(s)                                                                                                | Performance       | Date       |
| ------------------- | ----------------------------- | --- | ----------------- | ---------- |
| Biathlon            | Relais mixte                  | Ouliana Nigmatoullina Kristina Reztsova Alexander Loginov Eduard Latypov                                  | 1 h 6 min 47 s 1  | 5 février  |
| Biathlon            | Poursuite hommes              | Eduard Latypov                                                                                            | 39 min 42 s 8     | 13 février |
| Biathlon            | Relais hommes                 | Said Khalili Alexander Loginov Maksim Tsvetkov Eduard Latypov                                             | 1 h 20 min 35 s 5 | 15 février |
| Luge                | Monoplace femmes              | Tatiana Ivanova                                                                                           | 3 min 54 s 507    | 8 février  |
| Patinage artistique | Par équipes                   | Mark Kondratiuk Kamila Valieva Anastasia Mishina Aleksandr Galliamov Victoria Sinitsina Nikita Katsalapov | 74 pts            | 7 février  |
| Patinage artistique | Couples                       | Anastasia Mishina Aleksandr Galliamov                                                                     | 154,95 pts        | 19 février |
| Patinage de vitesse | 500 m femmes                  | Angelina Golikova                                                                                         | 37 s 21           | 13 février |
| Short-track         | 1 500 m hommes                | Semen Elistratov                                                                                          | 2 min 9 s 267     | 9 février  |
| Ski acrobatique     | Bosses femmes                 | Anastassia Smirnova                                                                                       | 77,72 pts         | 6 février  |
| Ski acrobatique     | Saut hommes                   | Ilia Bourov                                                                                               | 114,93 pts        | 16 février |
| Ski acrobatique     | Skicross hommes               | Sergueï Ridzik                                                                                            | 3e place          | 18 février |
| Ski de fond         | Sprint hommes                 | Alexander Terentyev                                                                                       | 2 min 59 s 37     | 8 février  |
| Ski de fond         | Sprint par équipes femmes     | Natalia Nepryaeva Yulia Stupak                                                                            | 22 min 10 s 56    | 16 février |
| Ski de fond         | Sprint par équipes hommes     | Alexander Bolshunov Alexander Terentyev                                                                   | 19 min 27 s 28    | 16 février |
| Snowboard           | Slalom géant parallèle hommes | Vic Wild                                                                                                  | 1 min 22 s 06     | 8 février  |

| Sport               |   |    |    | Total |
| ------------------- | - | -- | -- | ----- |
| Ski de fond         | 4 | 4  | 3  | 11    |
| Patinage artistique | 1 | 3  | 2  | 6     |
| Biathlon            | 0 | 1  | 3  | 4     |
| Short-track         | 0 | 1  | 1  | 2     |
| Patinage de vitesse | 0 | 1  | 1  | 2     |
| Hockey sur glace    | 0 | 1  | 0  | 1     |
| Saut à ski          | 0 | 1  | 0  | 1     |
| Ski acrobatique     | 0 | 0  | 3  | 3     |
| Luge                | 0 | 0  | 1  | 1     |
| Snowboard           | 0 | 0  | 1  | 1     |
| Total               | 5 | 12 | 15 | 32    |

| Jour       |   |    |    | Total |
| ---------- | - | -- | -- | ----- |
| 5 février  | 0 | 1  | 1  | 2     |
| 6 février  | 1 | 1  | 1  | 3     |
| 7 février  | 0 | 1  | 1  | 2     |
| 8 février  | 0 | 0  | 3  | 3     |
| 9 février  | 0 | 0  | 1  | 1     |
| 11 février | 0 | 1  | 0  | 1     |
| 12 février | 1 | 0  | 0  | 1     |
| 13 février | 1 | 1  | 2  | 4     |
| 14 février | 0 | 1  | 0  | 1     |
| 15 février | 0 | 1  | 1  | 2     |
| 16 février | 0 | 1  | 3  | 4     |
| 17 février | 1 | 1  | 0  | 2     |
| 18 février | 0 | 0  | 1  | 1     |
| 19 février | 1 | 2  | 1  | 4     |
| 20 février | 0 | 1  | 0  | 1     |
| Total      | 5 | 12 | 15 | 32    |

| Sexe   |   |    |    | Total |
| ------ | - | -- | -- | ----- |
| Femmes | 2 | 3  | 4  | 9     |
| Hommes | 3 | 6  | 8  | 17    |
| Mixte  | 0 | 3  | 3  | 6     |
| Total  | 5 | 12 | 15 | 32    |

| Athlète               | Sport               |   |   |   | Total |
| --------------------- | ------------------- | - | - | - | ----- |
| Alexander Bolshunov   | Ski de fond         | 3 | 1 | 1 | 5     |
| Natalia Nepryaeva     | Ski de fond         | 1 | 1 | 1 | 3     |
| Denis Spitsov         | Ski de fond         | 1 | 1 | 0 | 2     |
| Nikita Katsalapov     | Ski de fond         | 1 | 1 | 0 | 2     |
| Victoria Sinitsina    | Patinage artistique | 0 | 1 | 1 | 2     |
| Anastasia Mishina     | Patinage artistique | 0 | 0 | 2 | 2     |
| Aleksandr Galliamov   | Patinage artistique | 0 | 0 | 2 | 2     |
| Yulia Stupak          | Ski de fond         | 1 | 0 | 1 | 2     |
| Ouliana Nigmatoullina | Biathlon            | 0 | 1 | 1 | 2     |
| Kristina Reztsova     | Biathlon            | 0 | 1 | 1 | 2     |
| Eduard Latypov        | Biathlon            | 0 | 0 | 3 | 3     |
| Alexander Loginov     | Biathlon            | 0 | 0 | 2 | 2     |

## Résultats

### Biathlon
| Said Khalili        | 53 min 26 s 5 | 4 (2+1+0+1) | 34e | -             | -       | -   | -             | -           | -   | -             | -           | -   |
| Eduard Latypov      | 51 min 13 s 1 | 3 (0+1+1+1) | 11e | 25 min 14 s 8 | 3 (2+1) | 11e | 39 min 42 s 8 | 1 (0+0+0+1) |     | 41 min 35 s 4 | 7 (1+3+1+2) | 19e |
| Alexander Loginov   | 50 min 27 s 6 | 3 (0+1+0+2) | 10e | 26 min 15 s 5 | 4 (2+2) | 38e | 43 min 44 s 1 | 5 (0+1+3+1) | 27e | 41 min 6 s 2  | 7 (2+0+2+3) | 15e |
| Daniil Serokhvostov | -             | -           | -   | 25 min 38 s   | 2 (0+2) | 19e | 44 min 34 s 8 | 8 (4+2+1+1) | 39e | -             | -           | -   |
| Maksim Tsvetkov     | 49 min 22 s 3 | 1 (0+0+0+1) | 4e  | 24 min 41 s   | 0 (0+0) | 4e  | 42 min 56 s 2 | 6 (2+3+0+1) | 17e | 41 min 37 s 7 | 6 (1+1+2+2) | 20e |

| Evgeniya Burtasova    | 53 min 20 s 3 | 6 (1+0+2+3)  | 77e | -             | -       | -   | -             | -           | -   | -             | -           | -   |
| Irina Kazakevitch     | -             | -            | -   | 22 min 23 s 7 | 1 (0+1) | 20e | 38 min 25 s 8 | 3 (0+0+2+1) | 23e | 43 min 34 s 6 | 7 (1+3+2+1) | 20e |
| Svetlana Mironova     | 47 min 59 s 3 | 3 (0+1+1+1)  | 23e | 23 min 17 s 6 | 3 (0+3) | 47e | 40 min 25 s 4 | 6 (0+0+1+5) | 41e | -             | -           | -   |
| Ouliana Nigmatoullina | 53 min 42 s 1 | 10 (1+2+3+4) | 78e | 22 min 11 s 8 | 2 (2+0) | 13e | 37 min 33 s 2 | 3 (0+2+1+0) | 11e | 43 min 14 s 3 | 6 (2+1+3+0) | 17e |
| Kristina Reztsova     | 45 min 25 s 8 | 2 (0+0+2+0)  | 9e  | 21 min 49 s 3 | 2 (1+1) | 6e  | 38 min 41 s 6 | 7 (2+2+1+2) | 26e | 41 min 29 s   | 6 (2+1+1+2) | 5e  |

| Athlètes                                                                    | Épreuve | Temps             | Pénalité | Rang                                |
| --------------------------------------------------------------------------- | ------- | ----------------- | -------- | ----------------------------------- |
| Said Khalili Alexander Loginov Maksim Tsvetkov Eduard Latypov               | Hommes  | 1 h 20 min 35 s 5 | 2+6      | Médaille de bronze, Jeux olympiques |
| Irina Kazakevitch Kristina Reztsova Svetlana Mironova Ouliana Nigmatoullina | Femmes  | 1 h 11 min 15 s 9 | 1+7      | Médaille d'argent, Jeux olympiques  |
| Ouliana Nigmatoullina Kristina Reztsova Alexander Loginov Eduard Latypov    | Mixte   | 1 h 6 min 47 s 1  | 1+13     | Médaille de bronze, Jeux olympiques |

### Bobsleigh
| Athlètes * : pilote                                                   | Épreuve      | Course 1     | Course 1 | Course 2     | Course 2 | Course 3     | Course 3 | Course 4     | Course 4 | Total         | Total |
| Athlètes * : pilote                                                   | Épreuve      | Temps        | Rang     | Temps        | Rang     | Temps        | Rang     | Temps        | Rang     | Temps         | Rang  |
| --------------------------------------------------------------------- | ------------ | ------------ | -------- | ------------ | -------- | ------------ | -------- | ------------ | -------- | ------------- | ----- |
| Maksim Andrianov* Vladislav Zharovtsev                                | Bob à deux   | 0 min 1 s 24 | 22e      | 1 min 0 s 75 | 26e      | 1 min 0 s 55 | 26e      | Éliminés     | Éliminés | 3 min 1 s 54  | 25e   |
| Rostislav Gaitiukevich* Aleksei Laptev                                | Bob à deux   | 59 s 41      | 3e       | 59 s 91      | 5e       | 59 s 80      | 9e       | 1 min 0 s 19 | 14e      | 3 min 59 s 31 | 8e    |
| Maksim Andrianov* Dmitrii Lopin Alexey Zaitsev Vladislav Zharovtsev   | Bob à quatre | 58 s 82      | 9e       | 59 s 30      | 9e       | 59 s 03      | 9e       | 59 s 40      | 8e       | 3 min 56 s 55 | 8e    |
| Rostislav Gaitiukevich* Aleksei Laptev Mikhail Mordasov Pavel Travkin | Bob à quatre | 58 s 54      | 4e       | 59 s 24      | 8e       | 58 s 81      | 7e       | 59 s 56      | 14e      | 3 min 56 s 15 | 7e    |

| Athlètes * : pilote                   | Épreuve    | Course 1     | Course 1 | Course 2     | Course 2 | Course 3     | Course 3 | Course 4     | Course 4 | Total         | Total |
| Athlètes * : pilote                   | Épreuve    | Temps        | Rang     | Temps        | Rang     | Temps        | Rang     | Temps        | Rang     | Temps         | Rang  |
| ------------------------------------- | ---------- | ------------ | -------- | ------------ | -------- | ------------ | -------- | ------------ | -------- | ------------- | ----- |
| Nadezhda Sergeeva                     | Monobob    | 1 min 5 s 45 | 9e       | 1 min 6 s    | 13e      | 1 min 5 s 83 | 10e      | 1 min 6 s 31 | 11e      | 4 min 23 s 59 | 10e   |
| Anastasiia Makarova* Elena Mamedova   | Bob à deux | 1 min 1 s 83 | 10e      | 1 min 2 s 29 | 16e      | 1 min 2 s 48 | 20e      | 1 min 2 s 49 | 19e      | 4 min 9 s 09  | 19e   |
| Nadezhda Sergeeva* Yulia Belomestnykh | Bob à deux | 1 min 2 s 04 | 16e      | 1 min 1 s 90 | 8e       | 1 min 2 s 34 | 18e      | 1 min 1 s 83 | 7e       | 4 min 8 s 11  | 9e    |

### Combiné nordique
| Athlète           | Tremplin normal, | Tremplin normal, | Tremplin normal, | Tremplin normal, | Tremplin normal, | Tremplin normal, | Tremplin normal, |            | Grand tremplin, | Grand tremplin, | Grand tremplin, | Grand tremplin, | Grand tremplin, | Grand tremplin, | Grand tremplin, |
| Athlète           | Saut à ski       | Saut à ski       | Saut à ski       | Ski de fond      | Ski de fond      | Total            | Total            | Saut à ski | Saut à ski      | Saut à ski      | Ski de fond     | Ski de fond     | Total           | Total           |                 |
| Athlète           | Distance         | Points           | Rang             | Temps            | Rang             | Temps            | Rang             | Distance   | Points          | Rang            | Temps           | Rang            | Temps           | Rang            |                 |
| ----------------- | ---------------- | ---------------- | ---------------- | ---------------- | ---------------- | ---------------- | ---------------- | ---------- | --------------- | --------------- | --------------- | --------------- | --------------- | --------------- | --------------- |
| Viacheslav Barkov | 78,0 m           | 61,6             | 41e              | 26 min 8 s 2     | 28e              | 30 min 54 s 2    | 38e              | 103,0 m    | 53,3            | 44e             | 27 min 10 s 9   | 24e             | 32 min 56 s 9   | 41e             |                 |
| Artem Galunin     | 77,0 m           | 66,8             | 39e              | 27 min 13 s 8    | 36e              | 31 min 38 s 8    | 39e              | 108,5 m    | 58,0            | 42e             | 27 min 55 s 2   | 37e             | 33 min 22 s 2   | 42e             |                 |
| Samir Mastiev     | 72,0 m           | 47,8             | 44e              | 26 min 18 s      | 29e              | 31 min 59 s      | 40e              | 86,5 m     | 20,4            | 48e             | 28 min 9 s 4    | 40e             | 36 min 7 s 4    | 46e             |                 |

### Curling
L'équipe masculine a terminé quatrième du championnat du monde 2021 donc qualifiée pour le tournoi. De même, les femmes sont vice-championnes du monde en titre et sont donc également qualifiées pour le tournoi.
| Équipe                                                                           | Épreuve          | Premier tour           | Premier tour       | Premier tour             | Premier tour           | Premier tour         | Premier tour          | Premier tour         | Premier tour        | Premier tour                | Premier tour | Demi-finale      | Finale / MB      | Finale / MB |
| Équipe                                                                           | Épreuve          | Adversaire Score       | Adversaire Score   | Adversaire Score         | Adversaire Score       | Adversaire Score     | Adversaire Score      | Adversaire Score     | Adversaire Score    | Adversaire Score            | Rang         | Adversaire Score | Adversaire Score | Rang        |
| -------------------------------------------------------------------------------- | ---------------- | ---------------------- | ------------------ | ------------------------ | ---------------------- | -------------------- | --------------------- | -------------------- | ------------------- | --------------------------- | ------------ | ---------------- | ---------------- | ----------- |
| Sergey Glukhov Evgeniy Klimov Dmitry Mironov Anton Kalalb Daniil Goriachev       | Tournoi masculin | États-Unis Défaite 5-6 | Chine Victoire 7-4 | Suisse Défaite 3-6       | Danemark Victoire 10-2 | Italie Victoire 10-7 | Suède Défaite 5-7     | Norvège Défaite 5-12 | Canada Victoire 7-6 | Grande-Bretagne Défaite 6-8 | 8e           | Éliminés         | Éliminés         | Éliminés    |
| Alina Kovaleva Yulia Portunova Galina Arsenkina Ekaterina Kuzmina Maria Komarova | Tournoi féminin  | États-Unis Défaite 3-9 | Suisse Défaite 7-8 | Corée du Sud Défaite 5-9 | Japon Défaite 5-10     | Canada Défaite 5-11  | Danemark Défaite 5-10 | Chine Victoire 11-5  | Suède Défaite 5-8   | Grande-Bretagne Défaite 4-9 | 10e          | Éliminées        | Éliminées        | Éliminées   |

### Hockey sur glace
L'équipe masculine de Russie est la deuxième nation au classement IIHF. Elle est donc qualifiée pour le tournoi car elle fait partie du top 8 mondial. L'équipe féminine est la quatrième nation au classement IIHF. Elle est également qualifiée car elle fait partie du top 6 mondial.
| Compétition      | Phase de groupe     | Phase de groupe        | Phase de groupe          | Phase de groupe      | Phase de groupe | Quart de finale       | Demi-finale             | Finale / MB          | Finale / MB                        |
| Compétition      | Adversaire Score    | Adversaire Score       | Adversaire Score         | Adversaire Score     | Rang            | Adversaire Score      | Adversaire Score        | Adversaire Score     | Rang                               |
| ---------------- | ------------------- | ---------------------- | ------------------------ | -------------------- | --------------- | --------------------- | ----------------------- | -------------------- | ---------------------------------- |
| Tournoi masculin | Suisse Victoire 1-0 | Danemark Victoire 2-0  | Tchéquie Défaite 5-6 (P) | Non disputé          | 1er             | Danemark Victoire 3-1 | Suède Victoire 2-1 (TF) | Finlande Défaite 1-2 | Médaille d'argent, Jeux olympiques |
| Tournoi féminin  | Suisse Victoire 5-2 | États-Unis Défaite 0-5 | Canada Défaite 1-6       | Finlande Défaite 0-5 | 4e              | Suisse Défaite 2-4    | Éliminées               | Éliminées            | 5e                                 |

### Luge
| Athlètes                                                           | Épreuve          | Course 1      | Course 1 | Course 2      | Course 2 | Course 3      | Course 3    | Course 4    | Course 4    | Total          | Total                               |
| Athlètes                                                           | Épreuve          | Temps         | Rang     | Temps         | Rang     | Temps         | Rang        | Temps       | Rang        | Temps          | Rang                                |
| ------------------------------------------------------------------ | ---------------- | ------------- | -------- | ------------- | -------- | ------------- | ----------- | ----------- | ----------- | -------------- | ----------------------------------- |
| Victoria Demchenko                                                 | Monoplace femmes | 58 s 869      | 7e       | 1 min 3 s 466 | 33e      | 58 s 838      | 9e          | Éliminée    | Éliminée    | 3 min 1 s 173  | 28e                                 |
| Tatiana Ivanova                                                    | Monoplace femmes | 58 s 733      | 5e       | 58 s 683      | 4e       | 58 s 461      | 3e          | 58 s 630    | 5e          | 3 min 54 s 507 | Médaille de bronze, Jeux olympiques |
| Ekaterina Katnikova                                                | Monoplace femmes | Abandon       | Abandon  | Abandon       | Abandon  | Abandon       | Abandon     | Abandon     | Abandon     | Abandon        | Abandon                             |
| Aleksandr Gorbatcevich                                             | Monoplace hommes | 58 s 139      | 16e      | 58 s 339      | 13e      | 58 s 080      | 14e         | 58 s 043    | 15e         | 3 min 52 s 601 | 14e                                 |
| Semen Pavlichenko                                                  | Monoplace hommes | 57 s 786      | 11e      | 58 s 115      | 10e      | 57 s 955      | 13e         | 57 s 793    | 11e         | 3 min 51 s 649 | 10e                                 |
| Roman Repilov                                                      | Monoplace hommes | 57 s 594      | 8e       | 58 s 679      | 16e      | 57 s 714      | 9e          | 57 s 647    | 8e          | 3 min 51 s 634 | 9e                                  |
| Andrey Bogdanov Yuri Prokhorov                                     | Biplace (hommes) | 59 s 376      | 11e      | 59 s 132      | 11e      | Non disputé   | Non disputé | Non disputé | Non disputé | 1 min 58 s 508 | 10e                                 |
| Aleksandr Denisyev Vladislav Antonov                               | Biplace (hommes) | 58 s 040      | 9e       | 58 s 953      | 6e       | Non disputé   | Non disputé | Non disputé | Non disputé | 1 min 57 s 993 | 8e                                  |
| Tatiana Ivanova Roman Repilov Aleksandr Denisyev Vladislav Antonov | Relais mixte     | 1 min 0 s 147 | 3e       | 1 min 1 s 757 | 4e       | 1 min 2 s 763 | 6e          | Non disputé | Non disputé | 3 min 4 s 667  | 4e                                  |

### Patinage artistique
| Athlète                               | Épreuve           | Programme court Danse originale | Programme court Danse originale | Programme libre Danse libre | Programme libre Danse libre | Total  | Total                               |
| Athlète                               | Épreuve           | Points                          | Rang                            | Points                      | Rang                        | Points | Rang                                |
| ------------------------------------- | ----------------- | ------------------------------- | ------------------------------- | --------------------------- | --------------------------- | ------ | ----------------------------------- |
| Mark Kondratiuk                       | Individuel hommes | 86,11                           | 15e                             | 162,71                      | 14e                         | 248,82 | 15e                                 |
| Andrei Mozalev                        | Individuel hommes | 77,05                           | 23e                             | 156,28                      | 18e                         | 233,33 | 19e                                 |
| Evgeni Semenenko                      | Individuel hommes | 95,76                           | 7e                              | 178,37                      | 9e                          | 274,13 | 8e                                  |
| Anna Chtcherbakova                    | Individuel femmes | 80,20                           | 2e                              | 175,75                      | 2e                          | 255,95 | Médaille de bronze, Jeux olympiques |
| Alexandra Troussova                   | Individuel femmes | 74,60                           | 4e                              | 177,13                      | 1re                         | 251,73 | Médaille d'argent, Jeux olympiques  |
| Kamila Valieva                        | Individuel femmes | 82,16                           | 1re                             | 141,93                      | 5e                          | 224,09 | 4e                                  |
| Aleksandra Boikova Dmitrii Kozlovskii | Couples           | 78,59                           | 4e                              | 141,91                      | 4e                          | 220,50 | 4e                                  |
| Anastasia Mishina Aleksandr Galliamov | Couples           | 82,76                           | 3e                              | 154,95                      | 3e                          | 237,71 | Médaille de bronze, Jeux olympiques |
| Ievguenia Tarassova Vladimir Morozov  | Couples           | 84,25                           | 2e                              | 155,00                      | 2e                          | 239,25 | Médaille d'argent, Jeux olympiques  |
| Diana Davis Gleb Smolkin              | Danse sur glace   | 71,66                           | 14e                             | 108,16                      | 14e                         | 179,82 | 14e                                 |
| Victoria Sinitsina Nikita Katsalapov  | Danse sur glace   | 88,85                           | 2e                              | 131,66                      | 2e                          | 220,51 | Médaille d'argent, Jeux olympiques  |
| Aleksandra Stepanova Ivan Bukin       | Danse sur glace   | 84,09                           | 5e                              | 120,98                      | 8e                          | 205,07 | 6e                                  |

| Athlètes                              | Discipline | Programme court / Danse rythmique | Programme court / Danse rythmique | Programme court / Danse rythmique | Programme court / Danse rythmique | Programme libre / Danse libre | Programme libre / Danse libre | Programme libre / Danse libre | Programme libre / Danse libre  |
| Athlètes                              | Discipline | Points                            | Points équipe                     | Total                             | Rang                              | Points                        | Points équipe                 | Total                         | Rang                           |
| ------------------------------------- | ---------- | --------------------------------- | --------------------------------- | --------------------------------- | --------------------------------- | ----------------------------- | ----------------------------- | ----------------------------- | ------------------------------ |
| Mark Kondratiuk                       | Hommes     | 95,81                             | 8                                 | 36                                | 1er                               | 181,65                        | 9                             | 74                            | Médaille d'or, Jeux olympiques |
| Kamila Valieva                        | Femmes     | 90,18                             | 10                                | 36                                | 1er                               | 178,92                        | 10                            | 74                            | Médaille d'or, Jeux olympiques |
| Anastasia Mishina Aleksandr Galliamov | Couples    | 82,64                             | 9                                 | 36                                | 1er                               | 145,20                        | 10                            | 74                            | Médaille d'or, Jeux olympiques |
| Victoria Sinitsina Nikita Katsalapov  | Danse      | 85,05                             | 9                                 | 36                                | 1er                               | 128,17                        | 9                             | 74                            | Médaille d'or, Jeux olympiques |

### Patinage de vitesse
| Athlète              | Épreuve       | Course         | Course |
| Athlète              | Épreuve       | Temps          | Rang   |
| -------------------- | ------------- | -------------- | ------ |
| Artem Arefyev        | 500 mètres    | 34 s 56        | 7e     |
| Rouslan Mourachov    | 500 mètres    | 34 s 63        | 10e    |
| Viktor Mushtakov     | 500 mètres    | 34 s 60        | 9e     |
| Pavel Koulijnikov    | 1 000 mètres  | 1 min 8 s 87   | 11e    |
| Viktor Mushtakov     | 1 000 mètres  | 1 min 8 s 74   | 8e     |
| Daniil Aldoshkin     | 1 500 mètres  | 1 min 46 s 33  | 14e    |
| Sergey Trofimov      | 1 500 mètres  | 1 min 45 s 32  | 8e     |
| Rouslan Zakharov     | 1 500 mètres  | 1 min 46 s 46  | 15e    |
| Aleksandr Rumyantsev | 5 000 mètres  | 6 min 15 s 02  | 6e     |
| Sergey Trofimov      | 5 000 mètres  | 6 min 10 s 27  | 4e     |
| Rouslan Zakharov     | 5 000 mètres  | 6 min 21 s     | 14e    |
| Aleksandr Rumyantsev | 10 000 mètres | 12 min 51 s 33 | 5e     |

| Athlète            | Épreuve      | Course         | Course                              |
| Athlète            | Épreuve      | Temps          | Rang                                |
| ------------------ | ------------ | -------------- | ----------------------------------- |
| Olga Fatkulina     | 500 mètres   | 37 s 76        | 10e                                 |
| Angelina Golikova  | 500 mètres   | 37 s 21        | Médaille de bronze, Jeux olympiques |
| Daria Kachanova    | 500 mètres   | 37 s 65        | 8e                                  |
| Olga Fatkulina     | 1 000 mètres | 1 min 15 s 87  | 13e                                 |
| Angelina Golikova  | 1 000 mètres | 1 min 14 s 71  | 4e                                  |
| Daria Kachanova    | 1 000 mètres | 1 min 15 s 649 | 9e                                  |
| Elizaveta Golubeva | 1 500 mètres | 1 min 55 s 30  | 7e                                  |
| Evgeniia Lalenkova | 1 500 mètres | 1 min 55 s 74  | 9e                                  |
| Elena Sokhryakova  | 1 500 mètres | 1 min 59 s 58  | 22e                                 |
| Evgeniia Lalenkova | 3 000 mètres | 4 min 3 s 42   | 10e                                 |
| Natalya Voronina   | 3 000 mètres | 4 min 3 s 84   | 11e                                 |
| Natalya Voronina   | 5 000 mètres | 6 min 56 s 99  | 6e                                  |

| Athlète            | Épreuve | Demi-finale | Demi-finale   | Demi-finale | Finale   | Finale        | Finale |
| Athlète            | Épreuve | Points      | Temps         | Rang        | Points   | Temps         | Rang   |
| ------------------ | ------- | ----------- | ------------- | ----------- | -------- | ------------- | ------ |
| Daniil Aldoshkin   | Hommes  | 6           | 7 min 56 s 83 | 5e          | 6        | 7 min 47 s 59 | 5e     |
| Rouslan Zakharov   | Hommes  | Abandon     | Abandon       | 15e         | Éliminé  | Éliminé       | 29e    |
| Elizaveta Golubeva | Femmes  | 1           | 8 min 53 s 99 | 9e Repêchée | Abandon  | Abandon       | 15e    |
| Elena Sokhryakova  | Femmes  | 2           | 8 min 45 s    | 10e         | Éliminée | Éliminée      | 19e    |

| Athlète                                                | Épreuve | Quart de finale                | Quart de finale | Demi-finale                          | Demi-finale | Finale / MB                    | Finale / MB                        |
| Athlète                                                | Épreuve | Adversaire Temps               | Rang            | Adversaire Temps                     | Rang        | Adversaire Temps               | Rang                               |
| ------------------------------------------------------ | ------- | ------------------------------ | --------------- | ------------------------------------ | ----------- | ------------------------------ | ---------------------------------- |
| Daniil Aldoshkin Sergey Trofimov Rouslan Zakharov      | Hommes  | Chine Victoire 3 min 38 s 67   | 3e              | États-Unis Victoire 3 min 36 s 62 OR | 1er         | Norvège Défaite 3 min 40 s 46  | Médaille d'argent, Jeux olympiques |
| Elizaveta Golubeva Evgeniia Lalenkova Natalya Voronina | Femmes  | Pologne Victoire 2 min 57 s 66 | 4e              | Japon Défaite 3 min 5 s 92           | 2e          | Pays-Bas Défaite 2 min 58 s 66 | 4e                                 |

### Patinage de vitesse sur piste courte (short-track)
| Athlète                                                                                    | Épreuve               | Série          | Série       | Quart de Finale | Quart de Finale | Demi-finale    | Demi-finale | Finale Finale B | Finale Finale B                     |
| Athlète                                                                                    | Épreuve               | Temps          | Rang        | Temps           | Rang            | Temps          | Rang        | Temps           | Rang                                |
| ------------------------------------------------------------------------------------------ | --------------------- | -------------- | ----------- | --------------- | --------------- | -------------- | ----------- | --------------- | ----------------------------------- |
| Konstantine Ivliev                                                                         | 500 m hommes          | 40 s 272       | 1er         | 40 s 351        | 1er             | 40 s 655       | 1er         | 40 s 431        | Médaille d'argent, Jeux olympiques  |
| Pavel Sitnikov                                                                             | 500 m hommes          | 40 s 591       | 2e          | 40 s 643        | 2e              | 40 s 848       | 3e          | 41 s 217        | 7e                                  |
| Denis Aïrapetian                                                                           | 1 000 m hommes        | Pénalité       | Pénalité    | Éliminé         | Éliminé         | Éliminé        | Éliminé     | Éliminé         | Éliminé                             |
| Semen Elistratov                                                                           | 1 000 m hommes        | 1 min 24 s 077 | 3e          | Éliminé         | Éliminé         | Éliminé        | Éliminé     | Éliminé         | 21e                                 |
| Denis Aïrapetian                                                                           | 1 500 m hommes        | Non disputé    | Non disputé | 2 min 9 s 776   | 3e              | 2 min 10 s 773 | 3e          | 2 min 18 s 076  | 12e                                 |
| Semen Elistratov                                                                           | 1 500 m hommes        | Non disputé    | Non disputé | 2 min 15 s 094  | 2e              | 2 min 13 s 229 | 2e          | 2 min 9 s 267   | Médaille de bronze, Jeux olympiques |
| Daniil Eybog                                                                               | 1 500 m hommes        | Non disputé    | Non disputé | 2 min 16 s 975  | 4e              | Éliminé        | Éliminé     | Éliminé         | 24e                                 |
| Denis Aïrapetian Semen Elistratov Konstantine Ivliev Pavel Sitnikov                        | Relais hommes 5 000 m | Non disputé    | Non disputé | Non disputé     | Non disputé     | 6 min 37 s 925 | 2e          | 6 min 43 s 440  | 4e                                  |
| Ekaterina Efremenkova                                                                      | 500 m femmes          | 43 s 140       | 4e          | Éliminée        | Éliminée        | Éliminée       | Éliminée    | Éliminée        | 25e                                 |
| Sofia Prosvirnova                                                                          | 500 m femmes          | 43 s 331       | 2e          | Pénalité        | Pénalité        | Éliminée       | Éliminée    | Éliminée        | 18e                                 |
| Elena Seregina                                                                             | 500 m femmes          | 43 s 605       | 2e          | 43 s 712        | 2e              | 42 s 685       | 3e          | 42 s 972        | 6e                                  |
| Ekaterina Efremenkova                                                                      | 1 000 m femmes        | 1 min 29 s 734 | 2e          | 1 min 29 s 434  | 3e              | Éliminée       | Éliminée    | Éliminée        | 33e                                 |
| Sofia Prosvirnova                                                                          | 1 000 m femmes        | Pénalité       | Pénalité    | Éliminée        | Éliminée        | Éliminée       | Éliminée    | Éliminée        | Éliminée                            |
| Anna Vostrikova                                                                            | 1 000 m femmes        | 1 min 28 s 290 | 2e          | 1 min 30 s 021  | 4e              | Éliminée       | Éliminée    | Éliminée        | 16e                                 |
| Ekaterina Efremenkova                                                                      | 1 500 m femmes        | Non disputé    | Non disputé | Abandon         | 6e              | Éliminée       | Éliminée    | Éliminée        | 33e                                 |
| Sofia Prosvirnova                                                                          | 1 500 m femmes        | Non disputé    | Non disputé | 2 min 19 s 432  | 3e              | 2 min 22 s 546 | 5e          | Éliminée        | 16e                                 |
| Anna Vostrikova                                                                            | 1 500 m femmes        | Non disputé    | Non disputé | 2 min 21 s 113  | 2e              | 2 min 20 s 705 | 7e          | Éliminée        | 19e                                 |
| Ekaterina Efremenkova Sofia Prosvirnova Elena Seregina Anna Vostrikova                     | Relais femmes 3 000 m | Non disputé    | Non disputé | Non disputé     | Non disputé     | 4 min 6 s 064  | 3e          | Pénalité        | 7e                                  |
| Ekaterina Efremenkova Semen Elistratov Konstantine Ivliev Sofia Prosvirnova Elena Seregina | Relais mixte 2 000 m  | Non disputé    | Non disputé | 2 min 38 s 445  | 2e              | Pénalité       | Pénalité    | Éliminée        | 7e                                  |

### Saut à ski
| Athlète                                                      | Épreuve                   | Qualification | Qualification | Qualification | Finale   | Finale   | Finale   | Finale   | Finale  | Finale  | Finale  | Finale                             |
| Athlète                                                      | Épreuve                   | Qualification | Qualification | Qualification | 1er saut | 1er saut | 1er saut | 2e saut  | 2e saut | 2e saut | Total   | Total                              |
| Athlète                                                      | Épreuve                   | Distance      | Points        | Rang          | Distance | Points   | Rang     | Distance | Points  | Rang    | Points  | Rang                               |
| ------------------------------------------------------------ | ------------------------- | ------------- | ------------- | ------------- | -------- | -------- | -------- | -------- | ------- | ------- | ------- | ---------------------------------- |
| Evgeniy Klimov                                               | Hommes (tremplin normal), | 95,5 m        | 99,5          | 14e           | 104,0 m  | 135,0    | 4e       | 100,0 m  | 126,5   | 7e      | 261,5   | 5e                                 |
| Mikhail Nazarov                                              | Hommes (tremplin normal), | 86,5 m        | 81,4          | 31e           | 97,0 m   | 181,1    | 32e      | Éliminé  | Éliminé | Éliminé | Éliminé | Éliminé                            |
| Danil Sadreïev                                               | Hommes (tremplin normal), | 92,5 m        | 97,0          | 18e           | 107,5 m  | 134,1    | 7e       | 98,0 m   | 125,3   | 11e     | 259,4   | 8e                                 |
| Roman Trofimov                                               | Hommes (tremplin normal), | 86,0 m        | 80,0          | 33e           | 97,5 m   | 120,8    | 29e      | 98,0 m   | 123,9   | 14e     | 244,7   | 23e                                |
| Evgeniy Klimov                                               | Hommes (grand tremplin),  | 130,0 m       | 119,5         | 13e           | 133,0 m  | 126,8    | 22e      | 132,5 m  | 128,7   | 21e     | 255,5   | 19e                                |
| Mikhail Nazarov                                              | Hommes (grand tremplin),  | 124,5 m       | 112,6         | 21e           | 127,5 m  | 118,4    | 34e      | Éliminé  | Éliminé | Éliminé | Éliminé | Éliminé                            |
| Danil Sadreïev                                               | Hommes (grand tremplin),  | 136,5 m       | 127,3         | 5e            | 134,0 m  | 130,2    | 14e      | 133,5 m  | 129,5   | 19e     | 259,7   | 16e                                |
| Roman Trofimov                                               | Hommes (grand tremplin),  | 123,5 m       | 116,0         | 16e           | 133,0 m  | 128,8    | 16e      | 130,5 m  | 125,1   | 26e     | 253,9   | 23e                                |
| Danil Sadreïev Roman Trofimov Mikhail Nazarov Evgeniy Klimov | Par équipes hommes        | Non disputé   | Non disputé   | Non disputé   | 493,5 m  | 410,6    | 7e       | 476,5 m  | 395,9   | 8e      | 806,5   | 7e                                 |
| Irina Avvakoumova                                            | Femmes                    | Non disputé   | Non disputé   | Non disputé   | 95,0 m   | 99,6     | 9e       | 89,5 m   | 96,7    | 8e      | 196,3   | 7e                                 |
| Aleksandra Kustova                                           | Femmes                    | Non disputé   | Non disputé   | Non disputé   | 88,0 m   | 81,4     | 20e      | 85,0 m   | 90,0    | 13e     | 171,4   | 17e                                |
| Irma Makhinia                                                | Femmes                    | Non disputé   | Non disputé   | Non disputé   | 90,0 m   | 85,4     | 17e      | 90,0 m   | 95,5    | 9e      | 180,9   | 10e                                |
| Sofia Tikhonova                                              | Femmes                    | Non disputé   | Non disputé   | Non disputé   | 78,5 m   | 70,3     | 27e      | 83,0 m   | 76,5    | 23e     | 46,8    | 26e                                |
| Irma Makhinia Danil Sadreev Irina Avvakoumova Evgeniy Klimov | Par équipes mixte         | Non disputé   | Non disputé   | Non disputé   | 378,0 m  | 448,8    | 3e       | 376,5 m  | 441,5   | 4e      | 890,3   | Médaille d'argent, Jeux olympiques |

### Skeleton
| Athlètes             | Épreuve | Course 1     | Course 1 | Course 2     | Course 2 | Course 3     | Course 3 | Course 4     | Course 4 | Total         | Total |
| Athlètes             | Épreuve | Temps        | Rang     | Temps        | Rang     | Temps        | Rang     | Temps        | Rang     | Temps         | Rang  |
| -------------------- | ------- | ------------ | -------- | ------------ | -------- | ------------ | -------- | ------------ | -------- | ------------- | ----- |
| Daniil Romanov       | Hommes  | 1 min 2 s 47 | 24e      | 1 min 2 s 60 | 23e      | 1 min 2 s 20 | 23e      | Éliminé      | Éliminé  | 3 min 7 s 27  | 23e   |
| Evgeniy Rukosuev     | Hommes  | 1 min 0 s 48 | 4e       | 1 min 0 s 72 | 6e       | 1 min 0 s 56 | 7e       | 1 min 0 s 64 | 8e       | 4 min 2 s 40  | 6e    |
| Aleksandr Tretiakov  | Hommes  | 1 min 0 s 36 | 2e       | 1 min 0 s 84 | 8e       | 1 min 0 s 37 | 3e       | 1 min 0 s 42 | 4e       | 4 min 1 s 99  | 4e    |
| Yulia Kanakina       | Femmes  | 1 min 2 s 56 | 11e      | 1 min 2 s 95 | 13e      | 1 min 2 s 24 | 9e       | 1 min 2 s 34 | 10e      | 4 min 10 s 09 | 11e   |
| Elena Nikitina       | Femmes  | 1 min 2 s 92 | 18e      | 1 min 3 s 07 | 17e      | 1 min 2 s 51 | 15e      | 1 min 2 s 37 | 12e      | 4 min 10 s 87 | 16e   |
| Alina Tararychenkova | Femmes  | 1 min 2 s 74 | 16e      | 1 min 2 s 86 | 11e      | 1 min 2 s 43 | 13e      | 1 min 2 s 79 | 17e      | 4 min 10 s 82 | 15e   |

### Ski acrobatique
| Athlète            | Épreuve           | Qualification | Qualification | Qualification | Qualification | Qualification | Finale   | Finale   | Finale   | Finale   | Finale   |
| Athlète            | Épreuve           | Course 1      | Course 2      | Course 3      | Meilleur      | Rang          | Course 1 | Course 2 | Course 3 | Meilleur | Rang     |
| ------------------ | ----------------- | ------------- | ------------- | ------------- | ------------- | ------------- | -------- | -------- | -------- | -------- | -------- |
| Ksenia Orlova      | Big air femmes    | 60,00         | 54,75         | 9,00          | 114,75        | 19e           | Éliminée | Éliminée | Éliminée | Éliminée | Éliminée |
| Anastasia Tatalina | Big air femmes    | 68,75         | 89,75         | 73,50         | 163,25        | 3e            | 75,50    | 22,25    | 47,00    | 122,50   | 10e      |
| Ksenia Orlova      | Slopestyle femmes | 45,31         | 32,20         | -             | 45,31         | 21e           | Éliminée | Éliminée | Éliminée | Éliminée | Éliminée |
| Anastasia Tatalina | Slopestyle femmes | 63,85         | 72,03         | -             | 72,03         | 5e            | 39,38    | 74,16    | 75,51    | 75,51    | 4e       |
| Alexandra Glazkova | Half-pipe femmes  | 67,00         | 69,25         | -             | 69,25         | 14e           | Éliminée | Éliminée | Éliminée | Éliminée | Éliminée |

| Athlète               | Épreuve | Qualification | Qualification | Qualification | Qualification | Finale   | Finale   | Finale   | Finale   | Finale   | Finale                              |
| Athlète               | Épreuve | Course 1      | Course 1      | Course 2      | Course 2      | Finale 1 | Finale 1 | Finale 2 | Finale 2 | Finale 3 | Finale 3                            |
| Athlète               | Épreuve | Points        | Rang          | Points        | Rang          | Points   | Rang     | Points   | Rang     | Points   | Rang                                |
| --------------------- | ------- | ------------- | ------------- | ------------- | ------------- | -------- | -------- | -------- | -------- | -------- | ----------------------------------- |
| Nikita Andreev        | Hommes  | 67,39         | 27e           | 74,62         | 9e            | 76,95    | 8e       | Abandon  | Abandon  | Éliminé  | 12e                                 |
| Nikita Novitskii      | Hommes  | 74,71         | 13e           | 75,65         | 6e            | 75,88    | 13e      | Éliminé  | Éliminé  | Éliminé  | Éliminé                             |
| Polina Chudinova      | Femmes  | 66,77         | 17e           | 70,93         | 5e            | 70,36    | 17e      | Éliminée | Éliminée | Éliminée | Éliminée                            |
| Viktoriia Lazarenko   | Femmes  | 29,65         | 25e           | 65,77         | 13e           | Éliminée | Éliminée | Éliminée | Éliminée | Éliminée | 23e                                 |
| Anastasiia Pervushina | Femmes  | 59,97         | 22e           | 63,97         | 14e           | Éliminée | Éliminée | Éliminée | Éliminée | Éliminée | 24e                                 |
| Anastassia Smirnova   | Femmes  | 73,01         | 8e            | Exemptée      | Exemptée      | 73,76    | 10e      | 78,64    | 4e       | 77,72    | Médaille de bronze, Jeux olympiques |

| Athlète             | Épreuve | Qualification | Qualification | Qualification | Qualification | Finale   | Finale   | Finale   | Finale   | Finale                              | Finale |
| Athlète             | Épreuve | Saut 1        | Saut 1        | Saut 2        | Saut 2        | Saut 1   | Saut 2   | Rang     | Saut 3   | Saut 3                              |        |
| Athlète             | Épreuve | Points        | Rang          | Points        | Rang          | Points   | Points   | Rang     | Points   | Rang                                |        |
| ------------------- | ------- | ------------- | ------------- | ------------- | ------------- | -------- | -------- | -------- | -------- | ----------------------------------- | ------ |
| Ilia Bourov         | Hommes  | 117,65        | 9e            | 120,36        | 3e            | 109,05   | 129,50   | 1er      | 114,93   | Médaille de bronze, Jeux olympiques |        |
| Maxim Burov         | Hommes  | 95,02         | 21e           | 113,28        | 10e           | Éliminé  | Éliminé  | Éliminé  | Éliminé  | 16e                                 |        |
| Stanislav Nikitin   | Hommes  | 119,47        | 7e            | 86,88         | 4e            | 117,26   | 119,00   | 10e      | Éliminé  | 21e                                 |        |
| Liubov Nikitina     | Femmes  | 63,80         | 23e           | 69,30         | 15e           | Éliminée | Éliminée | Éliminée | Éliminée | 21e                                 |        |
| Eseniia Pantiukhova | Femmes  | 82,84         | 10e           | 77,43         | 5e            | 78,75    | 58,29    | 9e       | Éliminé  | 9e                                  |        |
| Anastasiia Prytkova | Femmes  | 78,43         | 14e           | 77,43         | 10e           | Éliminée | Éliminée | Éliminée | Éliminée | 16e                                 |        |

| Athlètes          | Saut 1 | Saut 1 | Saut 1 | Saut 2   | Saut 2   | Saut 2   |
| Athlètes          | Points | Total  | Rang   | Points   | Total    | Rang     |
| ----------------- | ------ | ------ | ------ | -------- | -------- | -------- |
| Liubov Nikitina   | 79,66  | 273,67 | 6e     | Éliminés | Éliminés | Éliminés |
| Ilia Bourov       | 97,28  | 273,67 | 6e     | Éliminés | Éliminés | Éliminés |
| Stanislav Nikitin | 119,03 | 273,67 | 6e     | Éliminés | Éliminés | Éliminés |

| Athlète              | Épreuve | Qualification | Qualification | Huitième de finale | Quart de finale | Demi-finale | Finale A Finale B | Classement final                    |
| Athlète              | Épreuve | Temps         | Rang          | Rang               | Rang            | Rang        | Rang              | Classement final                    |
| -------------------- | ------- | ------------- | ------------- | ------------------ | --------------- | ----------- | ----------------- | ----------------------------------- |
| Igor Omelin          | Hommes  | 1 min 12 s 28 | 2e            | 1er                | 4e              | Éliminé     | Éliminé           | 13e                                 |
| Sergueï Ridzik       | Hommes  | 1 min 13 s 95 | 29e           | 1er                | 1er             | 2e          | 3e                | Médaille de bronze, Jeux olympiques |
| Kirill Sysoev        | Hommes  | 1 min 13 s 36 | 20e           | 4e                 | Éliminé         | Éliminé     | Éliminé           | 25e                                 |
| Anastasia Chirtsova  | Femmes  | 1 min 21 s 53 | 22e           | 2e                 | 4e              | Éliminée    | Éliminée          | 16e                                 |
| Ekaterina Maltseva   | Femmes  | 1 min 19 s 45 | 14e           | 3e                 | Éliminée        | Éliminée    | Éliminée          | 19e                                 |
| Elizaveta Ponkratova | Femmes  | 1 min 19 s 56 | 17e           | 3e                 | Éliminée        | Éliminée    | Éliminée          | 21e                                 |
| Natalia Sherina      | Femmes  | 1 min 19 s 49 | 15e           | 3e                 | Éliminée        | Éliminée    | Éliminée          | 20e                                 |

### Ski alpin
| Athlète               | Épreuve      | 1re manche | 1re manche | 2e manche | 2e manche | Total         | Total   |
| Athlète               | Épreuve      | Temps      | Rang       | Temps     | Rang      | Temps         | Rang    |
| --------------------- | ------------ | ---------- | ---------- | --------- | --------- | ------------- | ------- |
| Aleksandr Andrienko   | Slalom       | 57 s 47    | 31e        | 53 s 70   | 26e       | 1 min 51 s 17 | 26e     |
| Aleksandr Khoroshilov | Slalom       | 54 s 63    | 10e        | 50 s 54   | 9e        | 1 min 45 s 17 | 10e     |
| Ivan Kuznetsov        | Slalom       | Abandon    | Abandon    | Éliminé   | Éliminé   | Éliminé       | Éliminé |
| Aleksandr Andrienko   | Slalom géant | Abandon    | Abandon    | Éliminé   | Éliminé   | Éliminé       | Éliminé |
| Ivan Kuznetsov        | Slalom géant | Abandon    | Abandon    | Éliminé   | Éliminé   | Éliminé       | Éliminé |

| Athlète               | Épreuve      | 1re manche    | 1re manche  | 2e manche    | 2e manche   | Finale        | Finale |
| Athlète               | Épreuve      | Temps         | Rang        | Temps        | Rang        | Temps         | Rang   |
| --------------------- | ------------ | ------------- | ----------- | ------------ | ----------- | ------------- | ------ |
| Anastasia Gornostaeva | Slalom       | 56 s 39       | 39e         | 55 s 11      | 32e         | 1 min 51 s 50 | 33e    |
| Polina Melnikova      | Slalom       | 56 s 86       | 41e         | 55 s 88      | 35e         | 1 min 52 s 74 | 36e    |
| Ekaterina Tkachenko   | Slalom       | 55 s 97       | 34e         | 54 s 71      | 31e         | 1 min 50 s 68 | 31e    |
| Polina Melnikova      | Slalom géant | 1 min 4 s 13  | 39e         | 1 min 3 s 07 | 31e         | 2 min 7 s 20  | 32e    |
| Ekaterina Tkachenko   | Slalom géant | 1 min 1 s 55  | 31e         | 1 min 0 s 86 | 25e         | 2 min 2 s 41  | 25e    |
| Julia Pleshkova       | Slalom géant | 1 min 2 s 01  | 33e         | 1 min 1 s 31 | 28e         | 2 min 3 s 32  | 27e    |
| Julia Pleshkova       | Super G      | Non disputé   | Non disputé | Non disputé  | Non disputé | 1 min 15 s 26 | 18e    |
| Julia Pleshkova       | Descente     | Non disputé   | Non disputé | Non disputé  | Non disputé | 1 min 34 s 48 | 20e    |
| Julia Pleshkova       | Combiné      | 1 min 33 s 54 | 14e         | 57 s 16      | 11e         | 2 min 30 s 70 | 10e    |

| Athlètes                                                                                     | Huitième de finale  | Quart de finale     | Demi-finale         | Finale / MB         | Finale / MB |
| Athlètes                                                                                     | Adversaire Résultat | Adversaire Résultat | Adversaire Résultat | Adversaire Résultat | Rang        |
| -------------------------------------------------------------------------------------------- | ------------------- | ------------------- | ------------------- | ------------------- | ----------- |
| Aleksandr Andrienko Anastasia Gornostaeva Ivan Kuznetsov Julia Pleshkova Ekaterina Tkachenko | Italie Défaite 1-3  | Éliminés            | Éliminés            | Éliminés            | 11e         |

### Ski de fond
| Athlète                                                                | Épreuve                   | Classique     | Classique   | Libre         | Libre       | Total             | Total                              |
| Athlète                                                                | Épreuve                   | Temps         | Rang        | Temps         | Rang        | Temps             | Rang                               |
| ---------------------------------------------------------------------- | ------------------------- | ------------- | ----------- | ------------- | ----------- | ----------------- | ---------------------------------- |
| Alexander Bolshunov                                                    | Skiathlon (15 km + 15 km) | 39 min 5 s 6  | 1er         | 36 min 32 s 3 | 1er         | 1 h 16 min 9 s 8  | Médaille d'or, Jeux olympiques     |
| Alexey Chervotkin                                                      | Skiathlon (15 km + 15 km) | 41 min 41 s   | 32e         | 42 min 44 s 5 | 46e         | 1 h 24 min 59 s 5 | 36e                                |
| Artiom Maltsev                                                         | Skiathlon (15 km + 15 km) | 40 min 38 s 4 | 10e         | 38 min 53 s 9 | 14e         | 1 h 20 min 4 s 6  | 9e                                 |
| Denis Spitsov                                                          | Skiathlon (15 km + 15 km) | 39 min 36 s 1 | 3e          | 37 min 14 s 6 | 2e          | 1 h 17 min 20 s 8 | Médaille d'argent, Jeux olympiques |
| Alexander Bolshunov                                                    | 15 km classique           | Non disputé   | Non disputé | Non disputé   | Non disputé | 38 min 18 s       | Médaille d'argent, Jeux olympiques |
| Alexey Chervotkin                                                      | 15 km classique           | Non disputé   | Non disputé | Non disputé   | Non disputé | 38 min 51 s 7     | 5e                                 |
| Ivan Iakimouchkine                                                     | 15 km classique           | Non disputé   | Non disputé | Non disputé   | Non disputé | 39 min 52 s 6     | 13e                                |
| Ilia Semikov                                                           | 15 km classique           | Non disputé   | Non disputé | Non disputé   | Non disputé | 39 min 34 s 7     | 9e                                 |
| Alexander Bolshunov                                                    | 50 km libre 30 km libre   | Non disputé   | Non disputé | Non disputé   | Non disputé | 1 h 16 min 9 s 8  | Médaille d'or, Jeux olympiques     |
| Ivan Iakimouchkine                                                     | 50 km libre 30 km libre   | Non disputé   | Non disputé | Non disputé   | Non disputé | 1 h 11 min 38 s 2 | Médaille d'argent, Jeux olympiques |
| Artiom Maltsev                                                         | 50 km libre 30 km libre   | Non disputé   | Non disputé | Non disputé   | Non disputé | 1 h 11 min 43 s 4 | 4e                                 |
| Denis Spitsov                                                          | 50 km libre 30 km libre   | Non disputé   | Non disputé | Non disputé   | Non disputé | 1 h 11 min 58 s 9 | 6e                                 |
| Alexey Chervotkin Alexander Bolshunov Denis Spitsov Sergueï Oustiougov | Relais 4 × 10 km          | Non disputé   | Non disputé | Non disputé   | Non disputé | 1 h 54 min 50 s 7 | Médaille d'or, Jeux olympiques     |

| Athlète                                                          | Épreuve                     | Classique     | Classique   | Libre         | Libre       | Total             | Total                              |
| Athlète                                                          | Épreuve                     | Temps         | Rang        | Temps         | Rang        | Temps             | Rang                               |
| ---------------------------------------------------------------- | --------------------------- | ------------- | ----------- | ------------- | ----------- | ----------------- | ---------------------------------- |
| Natalia Nepryaeva                                                | Skiathlon (7,5 km + 7,5 km) | 22 min 42 s 3 | 7e          | 21 min 54 s 6 | 5e          | 44 min 43 s 9     | Médaille d'argent, Jeux olympiques |
| Anastasia Rygalina                                               | Skiathlon (7,5 km + 7,5 km) | 23 min 39 s 8 | 16e         | 21 min 14 s 3 | 3e          | 45 min 30 s 9     | 8e                                 |
| Tatiana Sorina                                                   | Skiathlon (7,5 km + 7,5 km) | 23 min 34 s 7 | 14e         | 22 min 19 s 1 | 10e         | 46 min 31 s 3     | 11e                                |
| Yulia Stupak                                                     | Skiathlon (7,5 km + 7,5 km) | 23 min 38 s   | 15e         | 24 min 2 s 8  | 40e         | 48 min 27 s 5     | 24e                                |
| Natalia Nepryaeva                                                | 10 km classique             | Non disputé   | Non disputé | Non disputé   | Non disputé | 28 min 37 s 9     | 4e                                 |
| Tatiana Sorina                                                   | 10 km classique             | Non disputé   | Non disputé | Non disputé   | Non disputé | 29 min 17 s 4     | 10e                                |
| Yulia Stupak                                                     | 10 km classique             | Non disputé   | Non disputé | Non disputé   | Non disputé | 29 min 3 s 8      | 7e                                 |
| Liliya Vasilyeva                                                 | 10 km classique             | Non disputé   | Non disputé | Non disputé   | Non disputé | 29 min 32 s 4     | 15e                                |
| Mariya Istomina                                                  | 30 km libre                 | Non disputé   | Non disputé | Non disputé   | Non disputé | 1 h 28 min 0 s 1  | 9e                                 |
| Natalia Nepryaeva                                                | 30 km libre                 | Non disputé   | Non disputé | Non disputé   | Non disputé | Abandon           | Abandon                            |
| Anastasia Rygalina                                               | 30 km libre                 | Non disputé   | Non disputé | Non disputé   | Non disputé | 1 h 31 min 22 s 1 | 17e                                |
| Tatiana Sorina                                                   | 30 km libre                 | Non disputé   | Non disputé | Non disputé   | Non disputé | 1 h 27 min 31 s 2 | 5e                                 |
| Yulia Stupak Natalia Nepryaeva Tatiana Sorina Veronika Stepanova | Relais 4 × 5 km             | Non disputé   | Non disputé | Non disputé   | Non disputé | 53 min 41 s       | Médaille d'or, Jeux olympiques     |

| Athlète                                 | Épreuve            | Qualification | Qualification | Quart de finale | Quart de finale | Demi-finale   | Demi-finale | Finale         | Finale                              |
| Athlète                                 | Épreuve            | Temps         | Rang          | Temps           | Rang            | Temps         | Rang        | Temps          | Rang                                |
| --------------------------------------- | ------------------ | ------------- | ------------- | --------------- | --------------- | ------------- | ----------- | -------------- | ----------------------------------- |
| Alexander Bolshunov                     | Individuel hommes  | Forfait       | Forfait       | Forfait         | Forfait         | Forfait       | Forfait     | Forfait        | Forfait                             |
| Artiom Maltsev                          | Individuel hommes  | 2 min 50 s 90 | 10e           | 2 min 50 s 37   | 2e              | 2 min 51 s 50 | 4e          | 3 min 1 s 65   | 5e                                  |
| Alexander Terentyev                     | Individuel hommes  | 2 min 50 s 92 | 12e           | 2 min 57 s 93   | 2e              | 2 min 50 s 67 | 1er         | 2 min 59 s 37  | Médaille de bronze, Jeux olympiques |
| Sergueï Oustiougov                      | Individuel hommes  | 2 min 46 s 51 | 2e            | 2 min 51 s 94   | 2e              | 2 min 52 s 35 | 4e          | Éliminé        | 8e                                  |
| Alexander Bolshunov Alexander Terentyev | Par équipes hommes | Non disputé   | Non disputé   | Non disputé     | Non disputé     | 20 min 7 s 85 | 5e          | 19 min 27 s 28 | Médaille de bronze, Jeux olympiques |
| Hristina Matsokina                      | Individuel femmes  | 3 min 29 s 64 | 45e           | Éliminée        | Éliminée        | Éliminée      | Éliminée    | Éliminée       | Éliminée                            |
| Natalia Nepryaeva                       | Individuel femmes  | 3 min 21 s 76 | 20e           | 3 min 21 s 34   | 3e              | Éliminée      | Éliminée    | Éliminée       | 14e                                 |
| Veronika Stepanova                      | Individuel femmes  | 3 min 20 s 41 | 12e           | 3 min 18 s 09   | 1re             | 3 min 16 s 22 | 3e          | Éliminée       | 7e                                  |
| Yulia Stupak                            | Individuel femmes  | 3 min 17 s 01 | 4e            | 3 min 18 s 65   | 4e              | Éliminée      | Éliminée    | Éliminée       | 16e                                 |
| Yulia Stupak Natalia Nepryaeva          | Par équipes femmes | Non disputé   | Non disputé   | Non disputé     | Non disputé     | 23 min 0 s 47 | 1re         | 22 min 10 s 56 | Médaille de bronze, Jeux olympiques |

### Snowboard
| Athlète          | Épreuve           | Qualification | Qualification | Qualification | Qualification | Qualification | Finale   | Finale   | Finale   | Finale   | Finale   |
| Athlète          | Épreuve           | Course 1      | Course 2      | Course 3      | Meilleur      | Rang          | Course 1 | Course 2 | Course 3 | Meilleur | Rang     |
| ---------------- | ----------------- | ------------- | ------------- | ------------- | ------------- | ------------- | -------- | -------- | -------- | -------- | -------- |
| Vlad Khadarin    | Big air hommes    | 67,00         | 37,25         | 30,00         | 104,25        | 19e           | Éliminé  | Éliminé  | Éliminé  | Éliminé  | Éliminé  |
| Vlad Khadarin    | Slopestyle hommes | 64,73         | 21,15         | -             | 64,73         | 15e           | Éliminé  | Éliminé  | Éliminé  | Éliminé  | Éliminé  |
| Ekaterina Kosova | Big air femmes    | 17,00         | 46,00         | 10,50         | 63,00         | 26e           | Éliminée | Éliminée | Éliminée | Éliminée | Éliminée |

| Athlète             | Épreuve | Qualification | Qualification | Huitième de finale | Quart de finale | Demi-finale     | Finale               | Finale                              |
| Athlète             | Épreuve | Temps         | Rang          | Adversaire         | Adversaire      | Adversaire      | Adversaire           | Rang                                |
| ------------------- | ------- | ------------- | ------------- | ------------------ | --------------- | --------------- | -------------------- | ----------------------------------- |
| Dmitriy Karlagachev | Hommes  | Forfait       | Forfait       | Forfait            | Forfait         | Forfait         | Forfait              | Forfait                             |
| Dmitry Loginov      | Hommes  | 1 min 21 s 69 | 8e            | Wild Défaite       | Éliminé         | Éliminé         | Éliminé              | 10e                                 |
| Andrey Sobolev      | Hommes  | 1 min 22 s 87 | 19e           | Éliminé            | Éliminé         | Éliminé         | Éliminé              | Éliminé                             |
| Vic Wild            | Hommes  | 1 min 22 s 06 | 9e            | Loginov Victoire   | Lee Victoire    | Mastnak Défaite | Fischnaller Victoire | Médaille de bronze, Jeux olympiques |
| Milena Bykova       | Femmes  | Disqualifiée  | Disqualifiée  | Éliminée           | Éliminée        | Éliminée        | Éliminée             | Éliminée                            |
| Sofia Nadyrshina    | Femmes  | 1 min 27 s 22 | 4e            | Dekker Défaite     | Éliminée        | Éliminée        | Éliminée             | 10e                                 |
| Polina Smolentseva  | Femmes  | 1 min 28 s 16 | 9e            | Król Défaite       | Éliminée        | Éliminée        | Éliminée             | 11e                                 |
| Natalia Soboleva    | Femmes  | 1 min 29 s 94 | 20e           | Éliminée           | Éliminée        | Éliminée        | Éliminée             | Éliminée                            |

| Athlète                       | Épreuve     | Qualification | Qualification | Huitième de finale | Quart de finale | Demi-finale | Finale A Finale B | Classement final |
| Athlète                       | Épreuve     | Temps         | Rang          | Rang               | Rang            | Rang        | Rang              | Classement final |
| ----------------------------- | ----------- | ------------- | ------------- | ------------------ | --------------- | ----------- | ----------------- | ---------------- |
| Daniil Donskikh               | Hommes      | 1 min 19 s 36 | 25e           | 3e                 | Éliminé         | Éliminé     | Éliminé           | 24e              |
| Ekaterina Lokteva-Zagorskaia  | Femmes      | 1 min 26 s 22 | 27e           | 4e                 | Éliminée        | Éliminée    | Éliminée          | 29e              |
| Aleksandra Parshina           | Femmes      | 1 min 24 s 76 | 19e           | 2e                 | 4e              | Éliminée    | Éliminée          | 14e              |
| Kristina Paul                 | Femmes      | 1 min 24 s 76 | 10e           | 3e                 | Éliminée        | Éliminée    | Éliminée          | 17e              |
| Mariya Vasiltsova             | Femmes      | 1 min 25 s 90 | 25e           | 3e                 | Éliminée        | Éliminée    | Éliminée          | 23e              |
| Daniil Donskikh Kristina Paul | Par équipes | Non disputé   | Non disputé   | Non disputé        | 1er             | 4e          | 4e                | 8e               |